# Шида (приток Зигана)
Шида — река в России, протекает по Башкортостану. Устье реки находится в 47 км по левому берегу реки Зиган. Длина реки составляет 16 км, площадь водосборного бассейна 78,4 км².
Исток недалеко от д. Кызыл-Октябрь. После деревни Кызыл Октябрь протекает вдоль кромки урочища Зилан-Зиган. Между урочищем и рекой проходит местая дорога. Реку пересекает дорога Петровское — Кузяново. Принимает крупный приток — Чишму, текущая из д. Кузяново. Чуть ниже запружена для колхоза «Чишма». В нижнем течении до впадения в Зиган образует урочище Торфяное Болото.

## Данные водного реестра
По данным государственного водного реестра России относится к Камскому бассейновому округу, водохозяйственный участок реки — Белая от города Стерлитамак до водомерного поста у села Охлебино, без реки Сим, речной подбассейн реки — Белая. Речной бассейн реки — Кама.
Код объекта в государственном водном реестре — 10010200712111100018555.